# Boende
Boende is een stad in Congo-Kinshasa en is de hoofdplaats van de provincie Tshuapa. Boende is gelegen aan de rivier  Tshuapa, ten oosten van Mbandaka en aan de nationale weg 8. Het ligt op 1400 km ten noordoosten van de hoofdstad Kinshasa. 

## Geschiedenis
Boende is een plaats die gedeeltelijk heeft bijgedragen aan de persoonlijke rijkdom van koning Leopold II van België dankzij zijn rubber, koffie, palmbossen, hout, cacao,  ijzer en koper.
De bevolking kan zich onderhouden met ambachtelijke visserij, landbouw, veeteelt en jacht. Het kan ook de bevolking van Mbandaka en die van Kinshasa voorzien van gedroogde vis uit de rivieren Tshuapa en Lomela.

## Bevolking
De telling dateert van 1984, de jaarlijkse stijging wordt in 2012 op 2,23% geraamd.
In 1984 bedroeg het aantal inwoners 17.200, in 2004 29.339 (schatting) en in 2012 34.997 (schatting). Ter plaatse wordt het Lingala gesproken.

## Maatschappelijk
Boende is een overwegend christelijke stad, van wie veel bewoners hebben gestudeerd aan de scholen van missionarissen en zendelingen. De Bana-Boende zijn als gastvrije mensen gewend om nieuwkomers die zich in de stad vestigen, in hun gemeenschap op te nemen zoals de traditie dat verplicht tegenover vreemdelingen. De meeste kinderen zijn in staat om onderwijs te volgen omdat daarvoor een infrastructuur aanwezig is (leraren, directeuren, fraters, missionaire zusters van Belgische kolonisten). Boende heeft twee missievestigingen van katholieke fraters,  de missie St. Augustinus die later de naam Ngong'eyoko kreeg, en de missie St. Martin die later Lontsingé werd genoemd.

## Economie
Boende is voorzien van openbare infrastructuur: ziekenhuizen, scholen en stadsbestuur. Er is een vliegveld met een baan van 1500 meter lengte. Over de rivier is een veerverbinding met Mbandaka en Kinshasa. Het Nationaal park Salonga is het grootste natuurpark in het Afrikaans tropisch regenwoud, en is gelegen op 150 tot 250 kilometer ten zuiden van Boende.
De rubberbomen van de WATSHI-plantage die werden gebruikt om de banden van Dunlop Tyres te vervaardigen, stonden op 25 km van Boende, de hoofdstad van Tshuapa. Boende leverde een bijdrage aan de economie van België met zijn bedrijf SOCOBE (Belgisch handelsbedrijf dat ENTRIAC is geworden).
Sankuru · Bas-Uele · Kongo Central · Kwango · Kwilu · Mai-Ndombe · Kinshasa · Kasaï · Lulua · Kasaï oriental · Lomami · Maniema · Zuid-Kivu · Noord-Kivu · Ituri · Haut-Uele · Tshopo · Noord-Ubangi · Mongala · Zuid-Ubangi · Evenaarsprovincie · Tshuapa · Tanganyika · Haut-Lomami · Lualaba · Haut-Katanga